# Зельвенский, Станислав Игоревич
- «Жилец»

Станисла́в И́горевич Зельве́нский (род. 27 декабря 1978 года, Ленинград) — российский кинокритик, обозреватель журнала «Афиша».

## Биография
Сын кандидата физико-математических наук Игоря Григорьевича Зельвенского, доцента кафедры высшей математики СПбГЭТУ.
В 1995 году окончил Санкт-Петербургскую классическую гимназию № 610. В 2002 году окончил исторический факультет СПбГУ по специальности «новейшая история», защитив дипломную работу по теме «„Национальный Фронт“ во Франции». Учился в аспирантуре Российского института истории искусств .
Работал в отделах культуры ряда периодических изданий («Эксперт», «Карьера-Капитал», «Internet.ru», «Коммерсантъ»). В 2003—2006 годах заместитель главного редактора журнала «Афиша» (Санкт-Петербург). Автор ряда статей издания «Новейшая история отечественного кино. 1986—2000». Член редколлегии издательства «Сеанс». Кинообозреватель журнала «Афиша». Вместе с критиком Романом Волобуевым вёл киноблог «Спойлер» на сайте журнала «Афиша».
В 2006 году снялся в фильме Дениса Нейманда «Жесть» (эпизодическая роль, пациент психиатрической клиники на каталке).
В 2013 году был выпущен фильм «Тяжёлый случай», снятый по сценарию Станислава Зельвенского. Картина была показана на международном кинофестивале «Окно в Европу» в Выборге и получила положительные оценки критиков.